# 세인트폴구 (도미니카 연방)

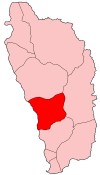
세인트폴구의 위치

세인트폴구(영어: Saint Paul Parish)는 도미니카 연방 서부에 위치한 구로 행정 중심지는 퐁카세이며 면적은 65.2km2, 인구는 9,786명(2011년 기준)이다. 북쪽으로는 세인트조지프구, 동쪽으로는 세인트데이비드구, 남쪽으로는 세인트조지구와 접한다.